# 銅管樂器
銅管樂器（英語：brass instruments）是一类利用氣流振動嘴唇發音，借由吹嘴協助，導入樂器共鳴發聲的樂器，也叫唇振气鸣乐器（英語：或）。銅管樂器改變音高有兩種方式：一、壓放按鍵或推拉滑管，來改變管身的長度，二、吹奏者改變嘴唇振動的發聲頻率。
多數人認為：銅管樂器應該是由樂器的發聲方式來決定，而不是製作所使用的材質。因此有時候會發現木頭製的銅管樂器，像木管號、低音角笛、以及蛇型管，也有許多木管樂器是由金屬做成，例如薩克斯風，近代的長笛也是由金屬製成。另外像是蘇沙號的喇叭口會用塑膠製成，以減輕重量。

## 銅管樂器家族

### 古代銅管樂器
偶爾被用來演奏巴洛克時期或古典時期的樂曲。
- 薩氏號：阿道夫·薩克斯所發明一系列帶有轉閥的按鍵樂器。
- 自然銅管樂器，只能夠演奏出自然泛音，例如號角（Bugle）。
  - 小號：在1795年之前是自然銅管樂器
  - 自然號：1820年前被使用。現今自然號仍然在一些慶典中使用，如升旗降旗使用的立正號令（Mi-Do-Sol）與稍息號令（Sol-Mi-Do）
  - 郵號：18-19世纪郵差使用的號角，莫扎特、馬勒曾在作品中使用。
- 開孔銅管樂器是在樂器上有一連串的孔，像木管樂器使用手指或是按鍵去蓋孔，他們比按鍵式樂器還要難演奏。

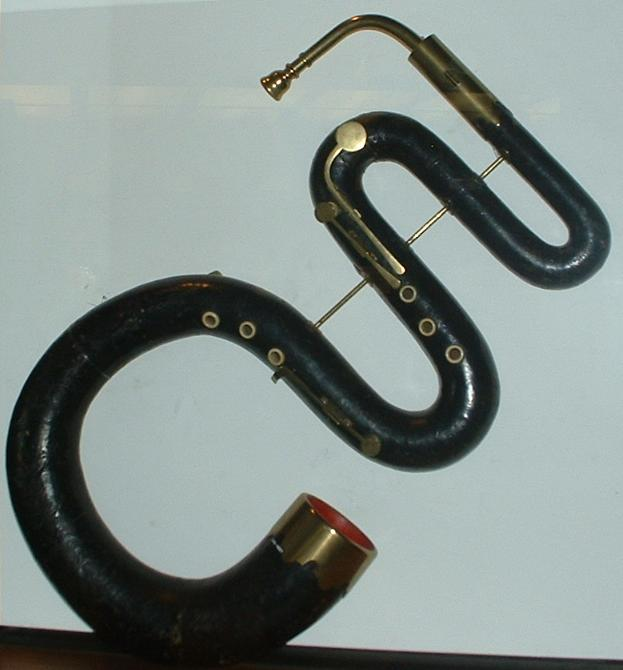
蛇型管

  - Cornett
  - Serpent
  - Ophicleide
  - Keyed Trumpet

### 現代銅管樂器
- 按鍵式銅管樂器是由好幾個按鍵組合，由演奏者的手指視演奏的需要來調整管子的長度。按鍵通常是活塞式的，但也有轉閥式的。轉閥式按鍵是法國號的標準配備，在小號與低音號上也相當常見。另外還有一種最原始的，以按鍵推動滑管的滑式活塞，由於反應遲鈍現已少用，只會出現在少數法國號(French Horn)以及按鍵長號(Trombone)上。這一個家族包括了除了長號(Trombone)之外的所有現代銅管樂器：
- 高音樂器：小號(Trumpet)、短號(Cornet)、柔音號(Flugelhorn）
- 中音樂器：法國號(French Horn)、(次)中音號(Tenor Horn or Alto Horn)、行進圓號(Mellophone)
- 次中音樂器：華格納號低音號 （页面存档备份，存于）(Wagner Tuba)、長號(Trombone)、上低音號(Euphonium or Baritone Horn)
- 低音樂器：低音號 （页面存档备份，存于）(Tuba)
- 滑管銅管樂器使用拉管來改變管子的長度。滑管樂器的主要樂器是長號家族，但是按鍵長號偶爾也被使用，特別是在爵士樂。長號家族的祖先Sackbut以及民族樂器Bazooka也都是滑管家族。

### 塑膠銅管樂器
- 擁有飽滿、共鳴的音調
- 與標準銅管樂器的演奏方法相同
- 樂器相對輕巧、低成本及耐用
- 有多種顏色選擇

## 按鍵式銅管樂器

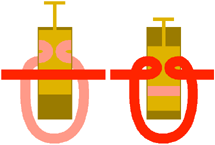
活塞式按鍵

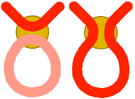
轉閥式按鍵

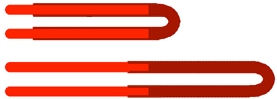
滑管

按鍵可變換音高。當開啟活塞或轉閥對應的管子，改變空氣柱的長度而改變音高，並且奏出不同的泛音列。增加的管子通常還會有一個微調的小滑管狀置，通常位於第3鍵，可令音準正確。
兩個主要的按鍵是轉閥式及活塞式。第1個活塞式按鍵樂器自發明之後，在19世紀不斷發展。由Heinrich Stölzel在1814年發明的「Stölzel式按鍵」是早期的其中一種，一直到19世紀末才大量出現設計良好的活塞式按鍵。在19世紀開始的數十年間，活塞式按鍵普遍使用在銅管樂器上。
另外也有一種相當原始的滑式活塞，是使用按鍵加上連桿推動滑管，現代只會出現在部分法國號上使用。帶有此種構造的法國號被稱作維也納號。
不同的按鍵組合能演奏出不同的音高。指法是全球都通用的。下面列出各按鍵的組合以及會造成的音高，這在今有的銅管樂器都適用。
- 第2鍵 - 低1個半音
- 第1鍵 - 低1個全音
- 第1鍵和第2鍵 - 低1個全音及1個半音；這也可以使用第3按鍵，但是音準會偏低。
- 第2鍵和第3鍵 - 低2個全音
- 第1鍵和第3鍵 - 低2個全音及1個半音，也就是完全四度。
- 第1鍵、第2鍵和第3鍵 - 低3個全音，也就是增四度；音準容易偏高。

薩克斯號(Saxhorn)按下第3鍵會低2個全音，但近年已有按下第3鍵為低1個全音及1個半音的樂器。
譜上所計的音高吹奏出來會是不一樣的，這是樂器的設計上的特性。
在有第4鍵的樂器像低音號、上低音號、高音小號，第4鍵是要低完全四度用；這可以取代其它的按鍵組合，以第4鍵可獨立調整的管子來達到更好的音準。當然，其它3鍵也可以配合第4鍵使用來吹奏出低於完全四度的音，因此第4鍵增加了完全四度向下的音高至大七度，使樂器的音域向下延伸了完全十一度，配合第一泛音列的使用，但是音高需要更多的技巧來調整。
但當樂器做1-3、1-2-3、1-3-4或1-2-3-4按鍵組合時，音準往往會嚴重地偏高。

### 調節活塞型樂器音準偏高問題的方式
- 小號、短號
在第3鍵上使用無名指微調調音管或是利用左手大拇指按鍵控制此調音管，使1-3和1-2-3鍵組合時所發出的音更低。

- 行進圓號、行進上低音號
由於這兩種樂器的無名指位於第3鍵調音管下方支撐樂器重量，故以左手拇指使用調音管，使1-3和1-2-3鍵組合時所發出的音更低。

- 上低音號、次中音號、低音號
在一部份的這類樂器裡面，常具備補償系統，也就是當第4鍵與其他鍵同時被按下時，氣流除了原有行經的管子之外，在其他鍵另外會行經一個附加的管子，如此一來才能確保在第2諧音以下低音域音準的穩定性，尤其對於這兩種樂器來說，低音的音準是被嚴格要求的。
增加第5鍵（常見於C調、降B調低音號）或第5、6鍵（常見於F調、降E調低音號），而按下它們降低的音程較第1鍵、第2鍵來的低一些，如此一來配合第3鍵、第4鍵使用即可達到調整音準的效果。
利用大拇指增加按鍵推動槓桿，使得調音管被拉長，為調整上低音號、F調低音號、Eb調低音號的方法。

- 雙排法國號
不採用補償系統的方式，而於左手拇指添加轉換調性的轉閥，使得在轉閥按下之前是較長的F調法國號，按下之後則是較短的降B調法國號。樂手可以透過更換F調、降B調指法的方式避免1-2和1-2-3指法的問題，使其在難以演奏的低音域才存在；這同時也提供了較短的管長，使樂手在高音域的吹奏中較為輕鬆。
而F調、降B調法國號的轉換則是直接利用兩排不同長度的調音管，如此一來可以精準地調準兩調性中的每個音（不同調性的調音管互用會有問題），雖然在樂器的重量上增加了不少負擔（約為原來的1.5倍左右）

## 銅管樂器的發聲方法

### 以嘴唇作為簧片（唇簧）
由於銅管樂器採用嘴唇作為簧片，因此銅管樂器可以讓樂手調準自己嘴唇的情況，而吹出不同的泛音。
一個常見的銅管泛音列：
1. 低音Do
2. 中音Do
3. 中音Sol
4. 高音Do
5. 高音Mi
6. 高音Sol
7. 高音降Si（偏低）
8. 高高音Do
9. 高高音Re
10. 高高音Mi
11. 高高音降Sol（嚴重偏低，幾乎介於Fa與降Sol之間）
12. 高高音Sol
13. 高高音降La（偏高）
14. 高高音降Si（偏低）
15. 高高音Si
16. 高高高音Do

而一般3鍵銅管樂器在樂曲中大多使用第2至第6泛音，偶有使用第8泛音，第七泛音音準不佳故不用。而4鍵樂器由於可以依靠第4鍵來使得光是利用按鍵便可以將音高降低大七度，因此也增添了使用第一泛音的可能性。比較例外的是法國號，由於管徑較細，可以使樂手吹出較高的泛音（空氣速度較快；參見伯努利定律），大多使用第3至第12泛音。

### 銅管吹嘴
絕大多數的銅管樂器都有一個可以拆卸的吹嘴；而吹嘴的形狀、大小配合著不同的運唇方式，而且音色也會有所不同。
- 杯狀吹嘴(cupped mouthpiece)
這是大多數的銅管樂器使用的吹嘴，越低音的樂器使用的號嘴就顯的越深而越大，音色也會比較暗沉。
- 錐狀吹嘴(conical mouthpiece)
一般來說這是只有圓號使用的吹嘴，有時小號在特殊用途時也會使用這種吹嘴。

### 銅管發聲的方向性
銅管樂器與木管樂器一個顯著的不同就是銅管樂器發出的聲音從號口發出，而木管則向四面八方擴散。這容易影響到樂曲的錄音，以及室外樂隊樂器的使用。
在大多數的室外樂隊當中，由於室外表演一般而言沒有回音，因此樂器演奏方向統一向前，避免有時間差的問題。號口不是向前的樂器（法國號向後，上低音號、低音號向上，薩克號向後）會被替換為音域相同但號口向前的樂器。
- 法國號
一般而言以行進圓號替代，管長是法國號的一半，但管徑類似，因而高音音域相同，但缺乏低音部分。它也有著圓錐狀銅管與號口較大的特性，因而音色仍然柔和。
- 低音號
一般來說以行進低音號替代，管長與音域均與低音號相同，音色也極為類似。有時也會使用蘇沙號替代，那是一種專為室外樂隊設計的低音樂器，與低音號各方面接類似。
- 上低音號
一般來說有兩段管長一樣，可拆卸式的管子，只是管的方向不同，因而可以適應室內與室外的演奏。室外一般而言樂器是扛在左肩上，號口因而向前。左手扶住樂器前端，右手則依然為按按鍵之用。

## 學習
在恆齒長齊後就可以開始學習銅管樂器。也是可以更早就開始，但是只要牙齒仍在汰換時，吹嘴所放的位置以及施力的方式，都要針對嘴唇及牙齒做調整。

## 外部連結

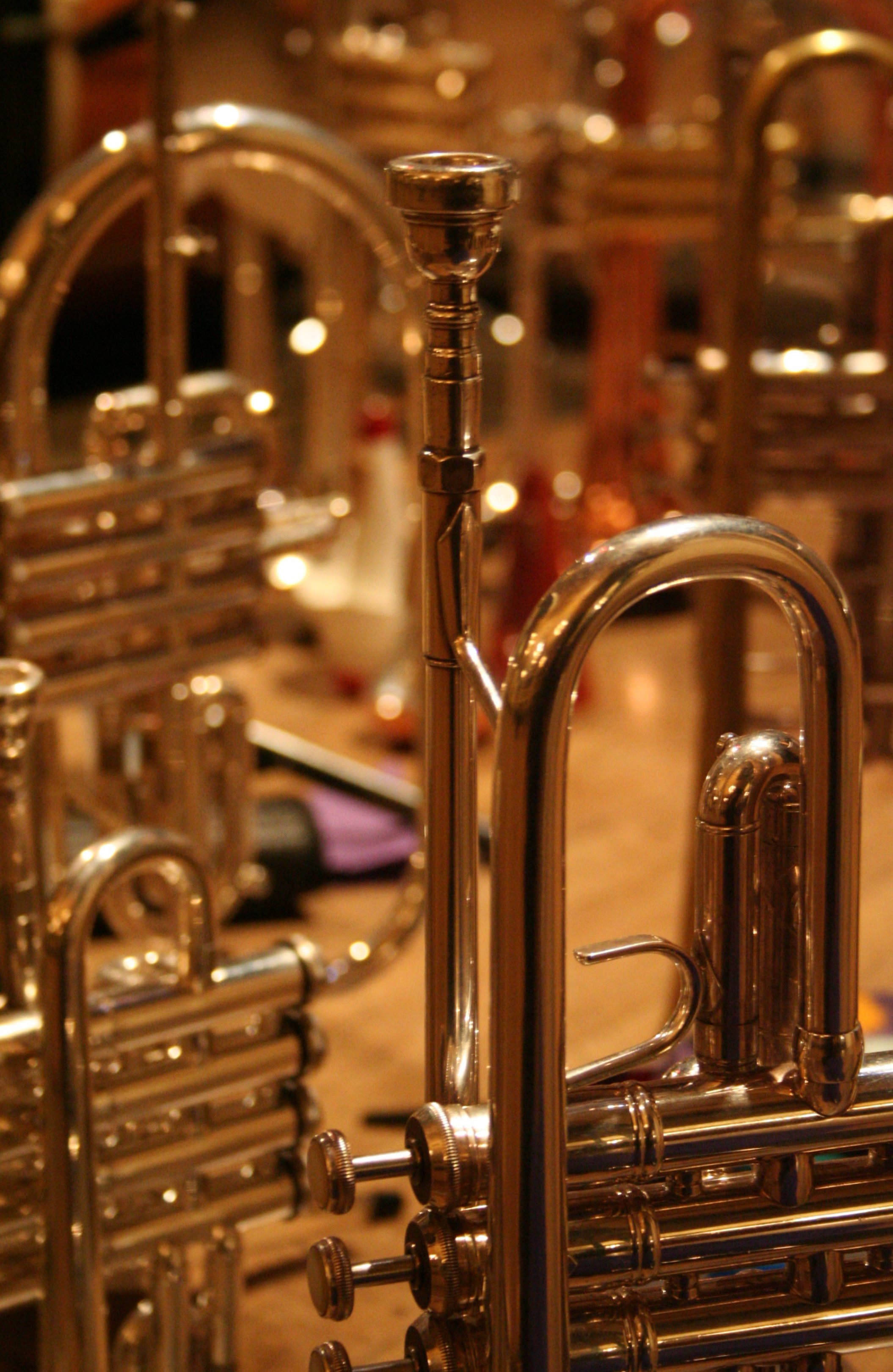
小號

- The traditional manufacture of brass instruments （页面存档备份，存于）, a 1991 video (Real Player format) featuring maker Robert Barclay; from the web site of the Canadian Museum of Civilization （页面存档备份，存于）.
- The Orchestra: A User's Manual - Brass （页面存档备份，存于）
- Brass-Forum.co.uk UK based brass discussion forum.
- Brassmusic.Ru — Russian Brass Community （页面存档备份，存于）
- Acoustics of Brass Instruments （页面存档备份，存于） from Music Acoustics （页面存档备份，存于） at the University of New South Wales
- Early Valve designs, John Ericson （页面存档备份，存于）